# Cruz de Hierro
La Cruz de Hierro (en alemán: Eisernes Kreuz, pronunciado /ˈaɪ̯zɐnəs kʁɔɪ̯t͡s/ⓘ) fue una condecoración militar del Reino de Prusia y posteriormente de Alemania, concedida por actos de gran valentía o por méritos en el mando de las tropas. La Cruz de Hierro ya no forma parte de las actuales condecoraciones de las Fuerzas Armadas de Alemania (ni es reconocida en muchos de los casos); desde 2008, la máxima condecoración por acciones de valentía ha sido la Cruz de Honor al Valor.
Como condecoración, la última vez que fue concedida fue en mayo de 1945, a finales de la Segunda Guerra Mundial. Normalmente era una condecoración militar, aunque hubo casos en que fue concedida a los civiles por realizar funciones militares. Como símbolo, ha sido el emblema de las fuerzas armadas de Alemania (actualmente la Bundeswehr) desde 1870 hasta la actualidad. Originalmente, se basaba en la cruz negra, que, a su vez, era el símbolo de los Caballeros Teutones.

## Historia

### Emblema de la Cruz Negra

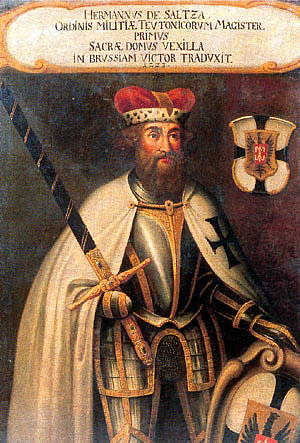
Herman von Salza, 4º Gran Maestre de los Caballeros Teutónicos (1209-1239)

La Cruz Negra (Schwarzes Kreuz) es el emblema utilizado por el ejército prusiano y el ejército de Alemania desde 1871 hasta la actualidad. Fue diseñada con motivo de la campaña alemana de 1813, cuando Federico Guillermo III de Prusia encargó la primera condecoración militar abierta a todos los rangos, incluidos los soldados rasos. A partir de ese momento, la Cruz Negra figuró en la bandera de guerra prusiana junto con el Águila Negra. Fue diseñada por el arquitecto neoclásico Karl Friedrich Schinkel. El diseño es, en última instancia, un derivado de la cruz negra utilizada por la Orden Teutónica. Esta cruz heráldica adoptó diversas formas a lo largo de la historia de la orden, como la cruz latina, la cruz potente, la cruz fleur y —la que más emblemática se convertiría con los años— la cruz patada. En un principio se concibió toda negra, pero se le añadió un filo de plata para que se destacara mejor en los uniformes. 
Cuando la Cuadriga de la Diosa de la Paz fue recuperada de París a la caída de Napoleón, se restableció en lo alto de la Puerta de Brandeburgo de Berlín. Se insertó una Cruz de Hierro en la corona de laurel de la Paz, convirtiéndola en Diosa de la Victoria. En 1821, Schinkel coronó la cima de su diseño del Monumento Nacional a las Guerras de Liberación con una Cruz de Hierro, pasando a llamarse Kreuzberg (montaña de la cruz) por la colina en la que se encuentra y —100 años después— por el barrio homónimo adyacente.
La Cruz Negra se utilizó en las banderas navales y de combate del Imperio alemán y como símbolo del ejército alemán hasta 1915, cuando una Balkenkreuz más sencilla la sustituyó. La Reichswehr de la República de Weimar (1921-1935), la Wehrmacht de la Alemania nazi (1935-46) y la Bundeswehr (1 de octubre de 1956 hasta la actualidad) también heredaron el uso del emblema en diversas formas. El diseño tradicional en negro se utiliza en vehículos blindados y aviones, mientras que tras la reunificación alemana se introdujo una nueva creación en azul y plata para otros contextos.

### Cruz de Hierro
La Cruz de Hierro solo era concedida en época de guerra, habiendo sido durante las guerras napoleónicas, en la guerra franco-prusiana y en las dos guerras mundiales. Debido a las cantidades de medallas de este tipo concedidas sobre todo en la Segunda Guerra Mundial, y la creación de muchos grados adicionales durante esta guerra (con la distinción de Cruz de Caballero), muchas veces está relacionada en el imaginario colectivo con la Alemania nazi. Es también uno de los motivos de su limitado reconocimiento en la actualidad y de la oposición a una condecoración similar en las fuerzas armadas alemanas modernas (la serie de Condecoración de Honor solo se introdujo en la Alemania Occidental en 1980, y las medallas de honor por valentía solo en 2008, con motivo de las intervenciones alemanas en misiones de la ONU, sobre todo en Afganistán).
Militares destacados, generales y mariscales del ejército alemán, como Helmuth von Moltke, Paul von Hindenburg, Manfred von Richthofen (el Barón Rojo) y Hermann Göring, fueron condecorados con ella. Adolf Hitler recibió dos durante la Primera Guerra Mundial, una de 2.ª clase y una 1.ª clase (si bien el motivo de la concesión de esta última ha sido un tema de controversia).
Como otras condecoraciones militares, la Cruz de Hierro también formaba parte de una orden militar, una condición reflejada en los nombres de sus distintos grados. Durante la Segunda Guerra Mundial se concedieron ocho grados en la Cruz de Hierro:
- Cruz de Hierro de 2.ª clase (Eisernes Kreuz 2. Klasse, EK II)
- Cruz de Hierro de 1.ª clase (Eisernes Kreuz 1. Klasse, EK I)
- Cruz de Caballero de la Cruz de Hierro (Ritterkreuz des Eisernen Kreuzes)
- Cruz de Caballero de la Cruz de Hierro con Hojas de Roble (Eichenlaub zum Ritterkreuz des Eisernen Kreuzes)
- Cruz de Caballero de la Cruz de Hierro con Hojas de Roble y Espadas (Eichenlaub mit Schwertern zum Ritterkreuz des Eisernen Kreuzes)
- Cruz de Caballero de la Cruz de Hierro con Hojas de Roble, Espadas y Brillantes (Eichenlaub mit Schwertern und Brillanten zum Ritterkreuz des Eisernen Kreuzes)
- Cruz de Caballero de la Cruz de Hierro con Hojas de Roble en Oro, Espadas y Brillantes (mit Goldenem Eichenlaub, Schwertern und Brillianten)
- Gran Cruz de la Cruz de Hierro (Grosskreuz des Eisernen Kreuzes)

Anteriormente existía una condecoración aún más alta que la Gran Cruz, la Estrella de la Gran Cruz de la Cruz de Hierro, concedida en tiempos del Imperio Alemán. Los dos únicos condecorados con esta medalla fueron los mariscales de campo Gebhard von Blücher, recordado por haber derrotado a Napoleón Bonaparte en Waterloo, y Paul von Hindenburg, comandante del Ejército alemán durante la Primera Guerra Mundial. Existen diseños en el Museo de West Point para una condecoración similar durante la Segunda Guerra Mundial, aunque nunca se llegó a oficializar. La propia Gran Cruz tuvo solo un condecorado durante la Segunda Guerra Mundial, el Mariscal Hermann Göring, por su contribución en la Campaña de Francia. También la segunda condecoración más alta de la época (la Cruz de Caballero con Hojas de roble en oro, espadas y brillantes) fue entregada solo una vez, en este caso al as de la aviación Hans-Ulrich Rudel.
Aquellos militares que hubieran recibido la Cruz de Hierro de segunda o primera clase durante la Gran Guerra y que fueran merecedores de nuevo de las condecoraciones, recibían un broche (Spange) para cada una de ambas clases, siendo llevadas la de segunda clase prendida de una cinta en el segundo botón de la guerrera, y la de primera clase encima de la Cruz de Hierro de primera clase recibida en la Primera Guerra Mundial.
Los soldados que fueron condecorados con la Cruz de Caballero de la Cruz de Hierro (Ritterkreuzträger) gozaban de enorme prestigio social y militar, hasta el punto de ser intensamente utilizados en labores de propaganda y protagonizar postales que eran masivamente distribuidas. Se reúnen periódicamente aún hoy en día.
Desde su creación, la Cruz de Hierro ha conocido 4 diseños reconocibles por su anverso:
Guerras napoleónicas
Fondo negro, borde plata, en la parte superior corona con las letras FW y tres hojas de roble en el centro en la base la fecha 1813 en relieve.
Guerra franco-prusiana
Fondo negro, borde plata, en la parte superior corona en el centro W y el la base la fecha 1870.
I Guerra mundial
Fondo negro, borde plata, mismo diseño que la de 1870, salvo que la fecha es 1914.

### Segunda Guerra Mundial

Balkenkreuz o cruz de barras, el emblema de la Wehrmacht, primero usado en una forma más estrecha en aviones de las Luftstreitkräfte hasta mediados de 1918; luego apareció en los aviones alemanes, los tanques y otros vehículos durante la Segunda Guerra Mundial

Adolf Hitler restauró la Cruz de Hierro en 1939 como condecoración alemana (más que prusiana, como en versiones anteriores), continuando la tradición de otorgarla en varios grados. La Cruz de Hierro de la Segunda Guerra Mundial fue dividida en tres series principales de condecoraciones, con una categoría intermedia: La Cruz de Hierro, la Cruz de Caballero, y la más alta, la Gran Cruz. La Cruz de Caballero substituyó a la prusiana Pour le Mérite. La cinta de la medalla (2.ª clase y Cruz de Caballero) era diferente de las anteriores en que, además del blanco y negro tradicional, fue añadido el color rojo (blanco y negro eran los colores de Prusia, mientras que el negro, el blanco y el rojo eran los colores del Imperio Alemán). También se incorporó la Cruz al Mérito (germanizando el nombre de la Pour le Mérite) de guerra para reemplazar la versión no combatiente de la Cruz de Hierro. 

## Diseño
Fondo negro, borde de plata, esvástica en el centro y con el año 1939 en la base. En el caso de la Cruz de Hierro de 2.ª, la Cruz de Caballero y la Gran Cruz, el reverso incluía también el año 1813. Como el uso de la esvástica está prohibido en Alemania desde 1945, en 1954 al reconocer la RFA las pensiones y condecoraciones de los veteranos, la reintroduciría siguiendo el mismo esquema, pero eliminando la esvástica y sustituyéndola por dos hojas de roble como en la versión de 1813.
Tanto la Cruz de Hierro de 1.ª clase como la de 2.ª clase se construían en tres piezas, siendo el núcleo de hierro. Al principio de la guerra se hicieron cruces de hierro con un núcleo no ferroso, pero el gobierno prohibió esta práctica.

#### Condecorados
Dos de los condecorados con la Cruz de Hierro eran mujeres, una de ellos Hanna Reitsch, piloto de pruebas de aviones. Se concedieron cruces de hierro a dos oficiales judíos del ejército finlandés y a un miembro femenino de Lotta Svärd, pero no las aceptaron.

#### Clasificación
La Cruz de Hierro normal 1939 se entregó en los dos grados siguientes: 
- Cruz de Hierro 2.ª clase (Eisernes Kreuz 2. Klasse)
- Cruz de Hierro 1.ª clase (Eisernes Kreuz 1. Klasse)

La Cruz de Hierro era concedida por valor en batalla, así como por meritoria y valerosa dirección de tropas. La Cruz de Hierro era una concesión progresiva, con la 2.ª clase que tenía que ser ganada antes de la 1.ª clase y así sucesivamente para los grados más altos. Se estima que unos cinco millones de cruces de hierro de 2.ª clase fueron concedidas en la Segunda Guerra Mundial, y 730 000 de 1.ª clase.
La Cruz de Hierro de 2.ª clase se usaba con cinta y era llevada de tres maneras diferentes: 
- Colgando del segundo botón de la guerrera, solo en el momento en que era concedida.
- Montada en solitario o como parte de un pasador en la pechera izquierda, cuando se vestía de gala o para desfilar.
- A diario solamente se usaba la cinta prendida del segundo botón de la guerrera.

La Cruz de Hierro de 1.ª clase se prendía en el centro del bolsillo superior izquierdo de la guerrera.  
La Cruz de Caballero en todos sus grados y la Gran Cruz se llevaban colgadas del cuello, normalmente utilizando una cinta con los mismos colores que la de 2.ª clase, pero sensiblemente más ancha.

### Después de la Segunda Guerra Mundial

El actual símbolo de las fuerzas armadas de Alemania.

La Cruz de Hierro era una condecoración que se otorgaba solamente en tiempos de guerra, habiendo sido derogada y perdido su vigencia tanto en la Bundeswehr de la República Federal Alemana (1955) como en el Ejército Popular Nacional de la Alemania Oriental (1956). La ley alemana prohíbe usar la esvástica, porque en 1957 el Gobierno alemán (en tiempos en los que la política alemana intentaba distanciarse del militarismo) resolvió autorizar con fines netamente presentativos unas Cruces de Hierro sustitutivas, similares a las originales, es decir, con un racimo de hojas de roble en lugar de la esvástica, aunque no se podían llevar en uniformes de la Bundeswehr , una acción considerada hasta la el día de hoy ilegal. Esta sustitución también afectó a la Cruz Alemana, en la cual la cruz gamada central fue reemplazada por una cruz de hierro negra. La ley de 1957 autorizó asimismo versiones desnazificadas de la mayoría de las otras condecoraciones de la Segunda Guerra Mundial, excepto las asociadas con organizaciones del partido nazi, declaradas ilegales en los juicios de Núremberg (como las SA y las SS), o con las medallas creadas específicamente para celebrar la expansión del Tercer Reich, como las medallas para la anexión de Austria, los Sudetes y la región de Memel. 
En España se siguieron fabricando cruces de hierro de ambas categorías hasta las décadas de los 70, para entregar estas condecoraciones a los integrantes de la División azul que no pudieron recibir su medalla de fabricación alemana durante la guerra. Se aprecian notables diferencias en calidad de fabricación respecto al modelo alemán, pero el diseño es idéntico.[cita requerida]

### Emblema de la Bundeswehr
Más allá de su uso como condecoración, la Cruz de Hierro fue utilizada como símbolo del ejército alemán hasta 1915, cuando fue sustituida por una cruz griega más simple. El 1 de octubre de 1956 el presidente de Alemania, Theodor Heuss, dio indicaciones para usar la Cruz de Hierro como el emblema oficial de la Bundeswehr de la República Federal de Alemania. Desde la reunificación alemana hasta el día de hoy, aparece en los colores azules y plata como el símbolo de la "nueva Bundeswehr". Este diseño no sustituye a la cruz negra tradicional, pero puede verse en todos los vehículos armados, tanques, buques, aviones, etc.

Bandera de guerra de Prusia (1816)